# Jim Bell
James Dalton Bell (* 1958 in Akron, Ohio) ist ein US-amerikanischer Krypto-Anarchist, der die Idee hatte, über das Internet anonyme Zahlungen für Attentate zu arrangieren, was er „assassination politics“, deutsch etwa „Attentatspolitik“, nannte. Im Jahr 1997 wurde er wegen Steuerhinterziehung inhaftiert.

## Leben
Bell besuchte das Massachusetts Institute of Technology, wo er einen Abschluss in Chemie erwarb. Anschließend arbeitete er bei Intel als Elektroingenieur, bevor er 1982  sein eigenes Unternehmen für Computerspeicher, SemiDisk Systems, gründete. Als dieses 1992 geschlossen wurde, entwickelte Bell nach eigenen Angaben eine „Phobie“ vor Finanz- und Steuerfragen. Er war Mitglied der Libertarian Party und beschrieb seine politischen Überzeugungen als anarcho-libertär.
Im April 1995 verfasste Bell den ersten Teil eines zehnteiligen Essays mit dem Titel Assassination Politics, in dem er einen imaginären Marktplatz für Attentate beschrieb, auf dem anonyme Geldgeber gefahrlos die Tötung von Regierungsbeamten oder anderen Personen, die „Bürgerrechte verletzen“, in Auftrag geben können. Nach einer Untersuchung des Internal Revenue Service wurde Bell verhaftet und anschließend wegen Belästigung und Verwendung falscher Sozialversicherungsnummern für 11 Monate inhaftiert.
Nach seiner Entlassung im April 2000 behauptete Bell öffentlich, dass es im Zusammenhang mit seinem Strafverfahren von 1997 bis 2000 umfangreiche Korruptionsfälle bei der Bundesregierung gegeben habe und er die Fakten herausfinden und eine Klage einreichen werde. Dies tat er 2003. Bell wurde unter strenge Überwachung gestellt und wegen Belästigung und Stalking von Bundesbeamten erneut verhaftet. Er wurde wegen Einschüchterung und Stalking angeklagt, verurteilt und erneut inhaftiert, dieses Mal zu einer zehnjährigen Haftstrafe.  Bell protestierte vehement gegen den Verlauf des Prozesses und reichte Zivilklagen gegen zwei Richter, mindestens zwei Staatsanwälte, seine ehemaligen Bewährungshelfer und seine Verteidiger ein, doch letztlich ohne Erfolg. Im Dezember 2009 wurde er entlassen, nur um im Juli 2010 wegen Verstoßes gegen seine Bewährungsauflagen erneut verhaftet zu werden. Bells Anhörung zum Verstoß gegen die Bewährungsauflagen führte zu einer weiteren Verurteilung, und Bell wurde am 12. März 2012 entlassen.

## „Assassination Politics“-Essay
Von 1995 bis Anfang 1996 verfasste Bell einen mehrteiligen Aufsatz mit dem Titel Assassination Politics (Politik der Ermordung), in dem er die Idee beschrieb, mit Hilfe digitaler Signaturen per E-Mail einen Markt für Ermordungen zu schaffen, der den Tod von Rechtsverletzern, in der Regel entweder Regierungsangestellte, Amtsinhaber oder Beauftragte, vorhersagt. Bell spekulierte auch, dass einige Leute diese netzbasierten Märkte ganz offen und ohne Verschlüsselung nutzen könnten (Teil 10 des Essays). Es gab also zwei theoretische Möglichkeiten, das System zu betreiben, eine komplexe und sichere und eine offenere und potenziell unsichere. Im Grunde würde das System einen Anreiz für die Ermordung korrupter Regierungsbeamter schaffen, indem eine Belohnung ausgesetzt wird, die von jemandem in Anspruch genommen werden kann, der bereit ist, den Tod einer bestimmten Person zu einem bestimmten Zeitpunkt vorherzusagen. Wenn diese Person zu diesem Zeitpunkt stirbt, gewinnt derjenige, der richtig getippt hat, das Preisgeld. Bell veröffentlichte diesen Essay  im Usenet alt.anarchism forum.